# Karin Berière
Karin Berière (* 14. August 1974 in Mönchengladbach) ist eine ehemalige deutsche Squashspielerin.

## Karriere
Karin Berière war in den 1990er-Jahren erstmals auf der WSA World Tour aktiv. Ihre höchste Platzierung in der Weltrangliste erreichte sie mit Position 116 im Juni 2005.
Mit der deutschen Nationalmannschaft nahm sie 1998, 2000, 2002 und 2004 an der Weltmeisterschaft teil. Zwischen 1997 und 2006 stand sie außerdem neunmal im Kader bei Europameisterschaften. 1997, 1999 und 2000 wurde sie mit der Mannschaft Vizeeuropameisterin. Sie vertrat Deutschland darüber hinaus 2005 bei den World Games, bei denen sie in der Auftaktrunde gegen Runa Reta verlor.
2005 wurde sie nach einem Finalsieg gegen Daniela Schumann Deutsche Meisterin.

## Erfolge
- Vizeeuropameisterin mit der Mannschaft: 1997, 1999, 2000
- Deutsche Meisterin: 2005